# Ādolfs Alunāns
Ādolfs Alunāns (ur. 11 października 1848 w Jełgawie, zm. 5 lipca 1912) – łotewski dramatopisarz, reżyser i aktor.
Podczas nauki w gimnazjum zaczął publikować w "Gazecie Petersburskiej" i "Gazecie Łotewskiej". W 1869 napisał pierwszą łotewską komedię, Pašu audzināts (Samorodek), później napisał wiele komedii obyczajowych, m.in. Icigs Mozes (1874) i Labi cilvēki (Dobrzy ludzie, 1898), a także dramatów, m.in. Visi mani radi raud (Płaczą moi krewni, 1891).